# Gregor-Mendel-Institut für Molekulare Pflanzenbiologie
Gregor-Mendel-Institut für Molekulare Pflanzenbiologie – międzynarodowy ośrodek badawczy utworzony w 2000 roku przez Austriacką Akademię Nauk, zajmujący się badaniami z zakresu biologii molekularnej.
Ośrodek został nazwany na cześć Gregora Mendela, austriackiego naukowca zwanego ojcem genetyki.